# Ítalo Estupiñán
Ítalo Estupiñán (* 1. Januar 1952 in Esmeraldas; † 1. März 2016), auch bekannt unter den Spitznamen El Gato Salvaje (in Mexiko) sowie La Yerbita (in Ecuador), war ein ecuadorianischer und eingebürgerter mexikanischer Fußballspieler auf der Position des Stürmers. 

## Leben
Seinen ersten Profivertrag erhielt Estupiñán 1970 beim Macará. 1972 wechselte er zum CD El Nacional, mit dem er 1973 die Meisterschaft gewann und zweimal in der Copa Libertadores spielte. 
1974 wechselte er in die mexikanische Primera División, wo er in seiner ersten Saison 1974/75 mit Deportivo Toluca auf Anhieb die Meisterschaft gewann und mit dem Premio Citlalli de Oro zum besten Spieler der Saison gekürt wurde. Außerdem erzielte Estupiñán am 26. Juni 1975 per Kopfball das die Meisterschaft entscheidende Tor zum 1:0-Sieg gegen den Club León.
Nach drei Jahren bei den Diablos Rojos wechselte er 1977 zum Club América, mit dem er im April 1978 die Finalspiele um die Copa Interamericana gegen die Boca Juniors gewann. Im sechsten Anlauf war dies der erste Triumph für eine Mannschaft aus dem Bereich der CONCACAF gegen einen Vertreter der CONMEBOL. 
In der Saison 1982/83 gewann er mit dem Puebla FC einen weiteren Meistertitel und beendete seine aktive Laufbahn nach diesem Erfolg, bevor er sich 1986 noch einmal entschied, ein Jahr für den CS Emelec zu spielen. 
Estupiñán absolvierte 14 Einsätze für die Nationalmannschaft Ecuadors, bei denen er vier Tore erzielte.
Nach Beendigung seiner aktiven Karriere kehrte Estupiñán nach Mexiko zurück und nahm die mexikanische Staatsbürgerschaft an. Häufig war er auf die eine oder andere Weise für seinen Exverein Toluca im Einsatz, für den er dabei auch als Fußballkoordinator tätig war. Außerdem arbeitete er als Supervisor von Fußballschulen im Auftrag der Regierung des Bundesstaates México.
Er starb an einem Infarkt im Alter von 64 Jahren.

## Erfolge

### Verein
- Mexikanischer Meister: 1974/75, 1982/83
- Ecuadorianischer Meister: 1973
- Copa Interamericana: 1978

### Persönlich
- Bester Spieler Mexikos: 1974/75